# 長崎県
長崎県（ながさきけん）は、日本の九州地方に位置する県。県庁所在地は長崎市。
五島列島、壱岐島、対馬など数多くの島嶼を含み、47都道府県中最も島が多いことで知られる。また、多島であるうえにリアス式海岸を多く擁することから海岸線の長さは47都道府県中第2位となっている（※「地形」節にて詳説）。

## 名称
「長崎」という地名の由来は、次のように長崎氏よりといわれている。長崎氏は桓武平氏千葉流（九州千葉氏）の流れを汲む氏族であり、長崎県の名の由来になったことで知られる。現在の長崎県庁舎付近の長い御崎に館を構え、長崎港界隈の深堀から時津までの広い範囲を領していた九州千葉氏の一族が、九州長崎氏を名乗ったことを起源とする説と、代々伊豆国田方郡長崎村を領し、その地名を苗字として、鎌倉の執権である北條氏の筆頭御内人である桓武平氏長崎氏の一人が九州に流れ（九州長崎氏）、長崎湾の奥を領して地侍になったと長崎甚左衛門純景がその系図で主張している説がある。少なくとも長崎小太郎重綱なる人物が、鎌倉初期の嘉禎3年（1237年）ごろには、長埼浦の地頭職を知行する御家人であったことが判明しており、南北朝期以降、長崎氏は桜馬場城（鶴城）に拠り、次第に勢力を拡大していった。
また、その他にも俗説として「訛り」に基づく言い伝えがある。地元では野母崎半島を「長い岬」と称していたが、長崎弁では「長か岬（ながか・みさき）」となり、さらにこれが「なんか・みさき」と転訛し、この語が約まって「長崎」になった、というものである。

## 地理・地域

### 地形
東に佐賀県と隣接する他は、周囲を海に囲まれている。2023年発表の国土地理院の調査によると、対馬、壱岐、五島列島などの島嶼が1479あり、その数は日本一である。また、海岸線の長さは4137キロメートル (km) であり、北海道（北方領土を含む）に次ぐ2位（実質日本1位）。面積が北海道の約20分の1である長崎県の海岸線がこれほど長大であるのは、島嶼が非常に多いことに加え、リアス式海岸で海岸線が複雑に入り組んでいるためである。この地形的特徴により、長崎県全域に83箇所の港湾が点在しており、その数は国内の7.4%におよぶ。なお、長崎県内には海岸線からの距離が15 km以上の地点はない。
長崎県の主な地形
- 半島
島原半島、長崎半島、西彼杵半島、北松浦半島
- 山
平成新山 (1483 m) 、雲仙普賢岳 (1359 m) 、経ヶ岳 (1076 m) 、五家原岳（1057.3 m）、国見山 (776 m) 、矢立山 (648 m[注釈 1])
- 河川・湖沼
本明川、相浦川、佐々川
- 海域
玄界灘、対馬海峡、壱岐水道、伊万里湾、平戸瀬戸、辰ノ瀬戸
五島灘、角力灘、長崎湾、佐世保湾、針尾瀬戸、早岐瀬戸、大村湾
橘湾（千々石湾）、早崎瀬戸、島原湾、諫早湾、有明海、
東シナ海
- 島（太字のものは、橋によって九州本土と結ばれている島を表す）
対馬（対馬市）
壱岐島（壱岐市）
福島、鷹島、青島（松浦市）
平戸島、生月島、度島、的山大島、二神島（平戸市）
九十九島 (西海国立公園)（くじゅうくしま）、黒島、針尾島（佐世保市）
五島列島
  - 宇久島（佐世保市宇久町）
小値賀島、野崎島（北松浦郡小値賀町）
中通島、若松島（南松浦郡新上五島町）
奈留島、久賀島、福江島（五島市）
男女群島、鳥島（五島市）

大島、蛎浦島、崎戸島、江島、平島、松島（西海市）
池島（長崎市）
伊王島、高島、端島（軍艦島）、樺島（長崎市）
九十九島（つくもじま、島原市）

### 自然公園
- 国立公園
  - 雲仙天草国立公園、西海国立公園
- 国定公園
  - 壱岐対馬国定公園、玄海国定公園
- 県立自然公園
  - 多良岳県立公園、野母崎半島県立公園、北松県立公園、大村湾県立公園、西彼杵半島県立公園、島原半島県立公園

### 気候
南西方向から暖流の対馬海流が流入してくるため、全般的には気候は温暖で寒暖差も小さい。しかし大陸に近いために寒波の影響を受けやすく、平年を大きく下回るほどに寒さが厳しくなることもあり、真冬日が観測されることもある。冬場は東シナ海側を中心に曇りがちの天気になることが多く、時雨や雪を降らせることがある。積雪することは少ないが、すぐ西側は東シナ海なので季節風（モンスーン）の風向によっては、雪雲が遮られずに供給されることにより大雪となることがある。特に2001年（平成13年）1月16日には長崎市で約14cmの積雪を観測し、過去に約15cmの積雪が5回もあり、2016年（平成28年）1月24日には約17cmの積雪を記録し、県内各地で大雪となった。しかし、九州地方最北端の対馬では朝鮮半島のすぐ南側に位置するため、東シナ海で発生した雪雲は朝鮮半島に遮られる上、朝鮮半島との海上区間はわずか50km程と極端に短いため雪雲は発達せず、降雪日は多いものの積雪することは稀である。
生物的見地から見ると、各地の海岸に見られるアコウなどの亜熱帯性植物は温暖な気候を反映している。他にも大陸に近いためツシマヤマネコやムツゴロウなどの大陸系遺存種が多いこと、各地の離島で多くの亜種・変種が確認されていることなども特徴である。
島原半島は活火山地帯で温泉が多いが、1990年（平成2年） - 1995年（平成7年）の雲仙・普賢岳の噴火は島原市と深江町を中心に大きな被害をもたらした。また、東シナ海に突き出しているため、台風の上陸数も多く、長崎県に限らず、日本列島に大災害をもたらした台風9号（1970年、長崎市）、台風17号（1976年、長崎市）、台風17号（1991年、長崎市）、台風19号（1991年、佐世保市）、台風18号（2004年、長崎市）、台風14号（2005年、諫早市）、台風13号（2006年、佐世保市）などの台風が上陸している。
| 平年値 （月単位） | 平年値 （月単位） | 北部          | 北部          | 北部          | 南部          | 南部          | 南部          | 南部              | 南部            | 南部          | 南部          |
| 平年値 （月単位） | 平年値 （月単位） | 平戸          | 松浦          | 佐世保        | 西海市 大瀬戸 | 大村          | 長崎          | 長崎市 野母崎     | 南島原市 口之津 | 島原          | 雲仙市 雲仙岳 |
| ----------------- | ----------------- | ------------- | ------------- | ------------- | ------------- | ------------- | ------------- | ----------------- | --------------- | ------------- | ------------- |
| 平均 気温 (°C)    | 最暖月            | 26.0 （8月）  |               | 27.4 （8月）  | 26.3 （8月）  |               | 27.6 （8月）  | 26.1 （8月）      | 27.3 （8月）    |               | 22.8 （8月）  |
| 平均 気温 (°C)    | 最寒月            | 6.6 （1月）   |               | 6.6 （1月）   | 7.2 （1月）   |               | 6.8 （1月）   | 7.2 （1月）       | 6.8 （1月）     |               | 2.0 （1月）   |
| 降水量 (mm)       | 最多月            | 346.9 （7月） |               | 347.8 （6月） | 299.9 （6月） | 345.2 （7月） | 360.7 （6月） | 314.3 （6月）     | 353.4 （6月）   |               | 573.5 （6月） |
| 降水量 (mm)       | 最少月            | 64.1 （12月） |               | 54.3 （12月） | 49.6 （12月） | 45.8 （12月） | 57.3 （12月） | 47.5 （12月）     | 44.2 （12月）   |               | 78.0 （12月） |
| 平年値 （月単位） | 平年値 （月単位） | 対馬          | 対馬          | 対馬          | 壱岐          | 壱岐          | 五島列島      | 五島列島          | 五島列島        | 五島列島      | 五島列島      |
| 平年値 （月単位） | 平年値 （月単位） | 対馬市 鰐浦   | 対馬市 美津島 | 対馬市 厳原   | 壱岐市 芦辺   | 壱岐市 石田   | 小値賀        | 新上五島町 頭ヶ島 | 新上五島町 有川 | 五島市 福江   | 五島市 上大津 |
| 平均 気温 (°C)    | 最暖月            |               |               | 25.8 （8月）  | 25.7 （8月）  |               |               |                   |                 | 26.7 （8月）  |               |
| 平均 気温 (°C)    | 最寒月            |               |               | 5.5 （1月）   | 5.9 （1月）   |               |               |                   |                 | 7.3 （1月）   |               |
| 降水量 (mm)       | 最多月            |               |               | 323.4 （6月） | 303.2 （9月） |               |               |                   |                 | 368.5 （6月） |               |
| 降水量 (mm)       | 最少月            |               |               | 56.2 （12月） | 55.7 （12月） |               |               |                   |                 | 82.0 （12月） |               |

### 地域区分

地域区分図

長崎県による地域区分 では、長崎地域、県北地域 、県央地域、島原地域、五島地域、壱岐地域 、対馬地域の7つの地域に分けられる。自治体は13市4郡8町がある。「町」の読みは、すべて「ちょう」。2000年（平成12年）の段階では79もの市町村があったが、平成の大合併で2010年（平成22年）4月までに21市町となっている。村は2005年（平成17年）10月1日の大島村の合併に伴って消滅している。

#### 長崎地域
カラー： 
長崎半島と西彼杵半島およびその周辺の島々で構成されており、複雑な海岸線をはじめ豊かな自然と美しい景観に恵まれ、西海国立公園および野母半島県立公園など3つの県立自然公園が指定されている。
鉄道の終着駅や五島列島への海の玄関口である長崎港、長崎空港への海路を結ぶ時津港、県内外の各都市を結ぶ九州横断自動車道を有する県内外の交流において重要な交通結節地域である。
海外との交流の歴史から生まれた、旧グラバー住宅や端島炭坑（軍艦島）などの「明治日本の産業革命遺産 製鉄・製鋼、造船、石炭産業」と、大浦天主堂や外海の出津集落などの「長崎と天草地方の潜伏キリシタン関連遺産」の2つの世界遺産を有し、さらに、世界・日本新三大夜景に認定された「長崎市の夜景」や、海外との交流によって生まれた出島などの歴史ある優れた観光資源に恵まれている。
製造業においては、船舶製造・修理のほか発電プラントなどの大型機械などを生産する大手事業所があり、周辺には関連する工場や企業が多く集積しているとともに、環境・海洋エネルギー分野への取組が行われている。農業では、温州みかんや、全国一の産出額を占めるビワなどの果樹や養豚の生産が盛んで、水産業では、水揚げの拠点として新長崎漁港が立地し、多くの魚介類が集荷されている中、中国など東アジア向け鮮魚などの出荷も伸びている。また漁港の背後地には水産加工団地や行政・大学の研究機関が立地し、生産・流通・加工・研究・教育にわたる水産基地が形成されている。
- 長崎市（県庁所在地・中核市）
- 西彼杵郡
  - 時津町
  - 長与町

#### 県北地域
カラー： 
日本本土の最西端に位置している。西は宇久島、小値賀島から東は伊万里湾に至るまでの海域に数多くの島嶼が点在し、陸地には多くの山岳、丘陵が起伏して海岸線まで迫り、平坦地の少ない複雑な地形を形成している。そのような地理的特性から、西海国立公園や玄海国定公園、大村湾県立公園や北松県立公園などに指定され、九十九島に代表される風光明媚で豊かな自然、中山間地域の棚田など美しい景観に恵まれている。
朝鮮半島や中国大陸に近く、古くから大陸との交易が行われており、遣隋使や遣唐使の寄港地としても知られている。さらに松浦水軍の本拠地として海上交通により一体的に結ばれてきた歴史や元寇の歴史、西洋貿易港として栄えた歴史、日本遺産に認定された佐世保鎮守府が設置され、海軍の街として繁栄してきた多様な歴史がある。
特色ある産業として、造船業、自動車産業などの製造業や日本遺産に認定された三川内焼や波佐見焼といった伝統的な陶磁器産業があり、また近年、航空機関連や情報通信、オフィス系企業など新たな産業分野の発展が期待されている。
- 佐世保市（中核市）
- 平戸市
- 松浦市
- 西海市
- 北松浦郡
  - 佐々町
  - 小値賀町
- 東彼杵郡
  - 東彼杵町
  - 川棚町
  - 波佐見町

#### 県央地域
カラー： 
長崎県のほぼ中央に位置し、橘湾、大村湾、諫早湾と、それぞれ特性の異なる3つの海に囲まれている。轟の滝など優れた渓谷美を有する多良岳県立公園などがあり、多良山系などを源とする長崎県唯一の一級河川本明川水系など、豊かな自然環境に恵まれている。
長崎県立総合運動公園、シーハットおおむらや、スポーツパークいさはやなど、各種スポーツ施設が充実しており、また、近年は本明川下流域が、競技用ボートの練習場などとして利用されている。これらは、県の中央部に位置していることから大会などでの活用も図られます。
製造業の工業団地が集積し、総生産額は、県全体の2割強、うち製造業は4割強のシェアを占め、半導体関連産業などの企業が進出している。
- 諫早市
- 大村市

#### 島原地域
カラー： 
有明海、橘湾に囲まれた自然豊かな半島であり、日本で最初の国立公園である雲仙天草国立公園や、島原半島県立公園に指定されているほか、国内第1号の世界ジオパークにも認定されている。
雲仙、小浜、島原と泉質の異なる3つの温泉、「長崎と天草地方の潜伏キリシタン関連遺産」の構成資産である「原城跡」や、島原城をはじめとする歴史・文化遺産、豊かな農林水産物など、魅力ある観光資源に恵まれ、県内有数の観光地となっている。
農業産出額が県全体の4割を超える長崎県を代表する農業地帯であり、野菜や畜産をはじめ、果樹、花きなど、恵まれた気候・土壌条件を活かして、多様な産地が形成されている。また、特用林産物である菌床しいたけの生産も盛んな地域である。
- 島原市
- 雲仙市
- 南島原市

#### 五島地域
カラー： 
九州の最西端に位置し、比較的平坦な福江島を除いて起伏が多く、島々の海岸線は溶岩海岸や砂浜、リアス海岸と変化に富んでおり、海と山が織りなす美しい自然景観は一部が西海国立公園に指定されている。
世界遺産「長崎と天草地方の潜伏キリシタン関連遺産」や日本遺産「国境の島 壱岐・対馬・五島 〜古代からの架け橋〜」をはじめとする数多くの歴史・文化遺産に恵まれており、観光産業は基幹産業の一つとなっている。
海洋再生可能エネルギー導入の先進地域として、浮体式洋上風力発電の事業化および潮流発電の実用化に向けた取組や、メンテナンスサービスなどの関連産業の育成、発電施設を観光資源としたインフラツアーが推進されている。
- 五島市
- 佐世保市
- 南松浦郡
  - 新上五島町

#### 壱岐地域
カラー： 
島内最高峰の岳ノ辻をはじめ、奇岩や白砂青松の砂浜など変化に富んだ海岸線が壱岐対馬国定公園に指定されている。特に辰の島など周辺海域はサンゴ類が生育するなど優れた海中景観を有することで海域公園地区に指定されている。
福岡県と対馬市の中間地点で玄界灘に面し、福岡市博多港から芦辺港まで北西67km（ジェットフォイルで約1時間）の位置にあり、福岡都市圏との結びつきが強い地理的な特徴がある。
壱岐にはいくつもの美しい海水浴場があり、県内外から多くの海水浴客が訪れます。古くから大陸文化の中継地として重要な役割を果たし、「国境の島 壱岐・対馬・五島 〜古代からの架け橋〜」として日本遺産に認定されるなどの豊かな歴史もあり、観光資源が豊富である。近年は日本のモンサンミッシェルと呼ばれる小島神社など、島内に数多く点在する神社がパワースポットとして新たな観光資源となっている。
壱岐地域の第1次産業は、他地域に比べて割合が高く、農業産出額（H30：約70億円）の過半を占める肉用牛は「壱岐牛」として地域団体商標にも登録されるなど子牛繁殖、肥育とともに重要な作目となっている。県内第2位の平野面積を誇る深江田原を中心とした水稲、麦、大豆などの土地利用型作物やアスパラガス、いちごなどの施設園芸農業、葉たばこなども盛んである。
- 壱岐市

#### 対馬地域
カラー： 
全島の89％が森林で占められており、龍良山など全国屈指の原生的な照葉樹林が国指定天然記念物および壱岐対馬国定公園に指定されている。また、複雑に入り組んだリアス海岸や断崖絶壁が特徴的な浅茅湾一帯も国定公園に指定されている。野生生物では、国の希少野生動植物および天然記念物に指定されているツシマヤマネコをはじめ、対馬でしか見ることのできない生物や大陸からの流れをくむ生物が数多く生息・生育しており、生物多様性の豊かさを物語っている。
対馬では、第1次産業の就業人口の割合が19.9％となっており、長崎県の7.7％、全国の4.0％と比べて高くなっている。中でも、漁業は15.5％となっており、第1次産業でも大きな割合を占めている。一方、就業者数は、第1次、第2次産業の従事者が減少し、第3次産業の従事者が増加している。
- 対馬市

### 地名
長崎県内には、対馬を除く地域において市町村下の地名の末尾に付する独特の単位が複数存在する。壱岐島では農村集落で「触（ふれ）」、漁村集落で「浦（うら）」、壱岐を除く旧平戸藩領では「免（めん）」、旧大村藩領および五島列島では「郷（ごう）」、旧佐賀藩領および旧島原藩領では「名（みょう）」が付く。

これらの単位の中には市町村合併などで町名の変更があった際に削除されるものも多いが、現在も市町村下の行政区画単位として一部の地域で使われ続けている。

### 市町村の人口と面積
|    | 市町村     | 面積（km2） | 人口（人） | 人口密度 （人/km2） |
| -- | ---------- | ----------- | ---------- | ------------------- |
| 1  | 長崎市     | 405.69      | 384,600    | 948                 |
| 2  | 佐世保市   | 426.01      | 227,369    | 534                 |
| 3  | 島原市     | 82.96       | 40,386     | 487                 |
| 4  | 諫早市     | 341.79      | 130,572    | 382                 |
| 5  | 大村市     | 126.73      | 97,608     | 770                 |
| 6  | 平戸市     | 235.12      | 26,414     | 112                 |
| 7  | 松浦市     | 130.55      | 19,207     | 147                 |
| 8  | 対馬市     | 707.42      | 25,423     | 36                  |
| 9  | 壱岐市     | 139.42      | 22,298     | 160                 |
| 10 | 五島市     | 420.12      | 31,389     | 75                  |
| 11 | 西海市     | 241.98      | 23,707     | 98                  |
| 12 | 雲仙市     | 214.29      | 38,579     | 180                 |
| 13 | 南島原市   | 170.15      | 37,789     | 222                 |
| 14 | 長与町     | 28.73       | 38,696     | 1,347               |
| 15 | 時津町     | 20.94       | 28,766     | 1,374               |
| 16 | 東彼杵町   | 74.29       | 7,258      | 98                  |
| 17 | 川棚町     | 37.25       | 12,340     | 331                 |
| 18 | 波佐見町   | 56.00       | 13,769     | 246                 |
| 19 | 小値賀町   | 25.50       | 2,024      | 79                  |
| 20 | 佐々町     | 32.26       | 13,741     | 426                 |
| 21 | 新上五島町 | 214.00      | 15,392     | 72                  |
| 1  | 西彼杵郡   | 49.58       | 72,382     | 1,460               |
| 2  | 東彼杵郡   | 167.47      | 37,835     | 226                 |
| 3  | 北松浦郡   | 57.76       | 16,217     | 281                 |
| 4  | 南松浦郡   | 213.98      | 20,725     | 97                  |
| 0  | 長崎県     | 4,131.21    | 1,237,327  | 300                 |

人口は2025年7月1日現在。

## 歴史
古くは肥前国（佐賀県と、壱岐・対馬を除く長崎県全域）、対馬国、壱岐国に分かれていたが、肥前の国府は佐賀県の佐賀市（旧大和町）にあった。

### 先史

#### 旧石器時代
現在の佐世保市に当たる地域からは、福井洞窟や泉福寺洞窟などの遺跡が見つかっており、いずれも日本の史跡となっている。また、旧国見町（現在の雲仙市）には、百花台遺跡群があり、約3万年前に人々が生活した跡や使われていた道具が見つかっている。2003年（平成15年）12月には、平戸市入口遺跡で10万年前の土層から旧石器が見つかり、古くから人が居住していた可能性が考えられる。

#### 縄文時代
縄文時代の遺跡として有名なのが、南島原市（旧南高来郡北有馬町）の原山支石墓群である。そのほか、有喜貝塚、佐賀貝塚、白浜貝塚などが発見されている。

#### 弥生時代
弥生時代の遺跡としては、『魏志倭人伝』に登場する「一支国」と見られる原の辻遺跡は現在の壱岐市芦辺町、石田町にあり、日本の特別史跡に指定されている。また里田原遺跡が発見されており、当時の農業技術を知る上で重要なものの1つである。またこのほか、弥生時代の鉄剣が出土した富の原遺跡（大村市）、塔の首遺跡、日本最古のネコの骨が出土したカラカミ遺跡（壱岐市）などがある。

### 古墳時代
県内の古墳の数は500を超え、その大半は壱岐に存在し壱岐古墳群として日本の史跡に指定されている。古墳時代初期の古墳としては、対馬市の出居塚古墳、根曽古墳群がある。後期に入ると、大規模な古墳が多くなる。その代表としては壱岐市の鬼の窟古墳があり、これは県内最大の円墳である。このほかには双六古墳（これは県内最大の前方後円墳である）、矢立山古墳群、曲崎古墳群がある。

### 飛鳥時代
倭国が朝鮮半島での白村江の戦いに敗れたため、664年に対馬・壱岐などに防人や烽（とぶひ）を置き、唐や新羅からの侵攻に備えた。667年には対馬に金田城が築かれた。

### 奈良・平安時代
小野妹子をはじめとする遣隋使や遣唐使は、日本の最西北である壱岐や対馬、五島を経由し、朝鮮半島や中国に渡っていた。五島列島は遣唐使南路の出発地として有名である。万葉集には関連した歌が数多く残されている。日本最後の寄港地であった、現在の三井楽町柏崎には、空海の「辞本涯の碑」が建てられている。
12世紀のはじめに入ると、平家の西日本への進出が進み、肥前国の松浦党や九州の武士の多くは平家方につき、松浦党は壇ノ浦の戦いにおいても平家方の水軍として戦った。

### 中世
中世には松浦党などの海賊衆（水軍）が興り、対馬を含め各地が倭寇の根拠地となった。
1274年（文永11年）（文永の役）、1281年（弘安4年）（弘安の役）の元寇では対馬、壱岐、鷹島に元・高麗軍が襲来したが、「神風」（大型台風）が九州を襲い元軍が退却したのはこれらの島々が破壊しつくされた後であり、これらの島々に神風の恩恵は全く無かった。
室町時代に入り、1419年には応永の外寇、1507年には五島で玉之浦納の反乱が起こっている。
1550年には、ポルトガル船が平戸に来航した。これを知ったフランシスコ・ザビエルは鹿児島を出発し平戸を訪れ、布教を開始した。貿易都市となった平戸であったが、1561年に起きた宮ノ前事件によりポルトガル船は横瀬浦港（現在の西海市）に入港するようになった。ところが2年後の1563年、横瀬浦は武雄領主後藤貴明の焼き討ちに合い、壊滅。ポルトガル船は再び平戸に戻った。しかし、イエズス会の宣教師コスメ・デ・トーレスの意向により、今度は大村領の福田浦（現在の長崎市）に入港することになった。この間、大村純忠はキリスト教の洗礼を受け、初のキリシタン大名となっている。1567年には、ポルトガル船が有馬領の口之津港に入港し、後にセミナリヨが建てられるなど、有馬は九州におけるキリスト教布教の拠点となっていった。大村純忠の兄である有馬義貞も口之津で洗礼を受けている。大村純忠は、ポルトガル貿易を自分の領地で行えるよう働きかけを行い、1571年に貿易港が口之津から長崎に移された。1580年には長崎をイエズス会に寄進した。1582年には天正遣欧少年使節が長崎港を出発し、スペイン、イタリア、ポルトガルを訪問した。
1588年、豊臣秀吉が長崎などを直轄地とした。2年後には天正遣欧少年使節が長崎に戻り、秀吉に謁見している。1592年には文禄・慶長の役により、松浦鎮信、有馬晴信、大村喜前、宗義智らが朝鮮に出兵している。南蛮貿易を継続させたい意向もあり、強硬な禁教は行っていなかった秀吉であったが、すでにバテレン追放令が出されており、1597年には長崎西坂でカトリック信者26人が処刑されている。二十六聖人という。

### 近世
17世紀にはいるとオランダ東インド会社、イギリス東インド会社が相継いで平戸に商館を開設している。江戸時代の長崎県は佐賀藩、島原藩（島原半島）、大村藩（彼杵地方）、平戸藩（松浦半島・平戸島・壱岐）、平戸新田藩、福江藩（五島列島）、対馬府中藩（対馬）、佐賀藩家老の諫早陣屋、交代寄合の五島家の富江陣屋、天領（長崎）に分かれる。江戸幕府の鎖国方針により、ポルトガル人は長崎から追放され、1641年にオランダ商館が出島に移った。中国商船の長崎来航も認められており、長崎は鎖国下の日本では数少ない国際貿易港となった。また、対馬藩は幕府から李氏朝鮮との国交の実務を委任される傍ら朝鮮との貿易を公認され、釜山に倭館を置いてこれらの業務を行っていた。このように、今の長崎県域には、鎖国時にも幕府公認で海外へ開かれていた港が2箇所存在した。なお、鎖国下における江戸幕府公認の国際貿易港は上記2港のみである。
1637年島原の乱が起こった土地だけに江戸期を通じて隠れキリシタンが多く存在した（壱岐・対馬を除く）。現在でも、人口に対するキリスト教信者の割合が日本の他地域と比べて多い地域 となっている。しかし、第二次世界大戦中に投下された原子爆弾は教会（浦上教会）のすぐ近くに落ち、原爆落下当日は教会で8月15日の聖母の被昇天の祝日に向けて「ゆるしの秘跡」が行われていた為、司祭をはじめ教会内にいた信徒全員が死亡し、その他にも多数の信徒が犠牲になったことなどから、信仰に悩みを持ったままの人や棄教した人も多く存在する。2013年現在でも、爆心地跡には教会の残骸が一部だけ保存されている。

### 近代以降
幕末の長崎港開港によって各国商船が来航し、長崎は国際貿易港として更に発展を遂げる事となった。それまでは遠国奉行首座たる長崎奉行が治めていた長崎であったが、「鳥羽・伏見の戦い」に於ける幕府軍敗戦の報を聞いた長崎奉行河津祐邦は慶応4年（1868年）1月15日早朝に長崎を船で脱出。これを受けて、長崎詰めの各藩藩士や長崎の地役人達の間に協議が行われ、政府から責任者が派遣されるまでの間の暫定協議体として「長崎会議所」の設置が決定され、長崎奉行所西役所がその役所とされた。
江戸幕府崩壊後の慶応4年（1868年）2月2日には澤宣嘉を総督に長崎裁判所が、5月4日には沢を府知事に長崎府が設置され、肥前国松浦郡5村・彼杵郡6村・高来郡5村、筑後国三池郡12村、肥後国天草郡89村の幕府領および肥後国松浦郡の旗本領5村を管轄。明治2年（1869年）6月20日にはこれが長崎県へと改められ、旧肥前国域は明治4年（1871年）の第1次府県統合の際に長崎県と伊万里県（現佐賀県）とに分立した。その後、佐賀県の統廃合の影響で徐々に長崎県の県域は拡大し、1874年（明治7年）の佐賀の乱後には、政府による懲罰によって佐賀県全域が長崎県に併合されることとなる。1883年（明治16年）、佐賀県の復県によって10の郡が長崎県より分離し、おおよその現在の長崎県が成立した。
なお、天草諸島は一時、富岡県（のちに天草県に改称）に移管されたのち、いったん長崎府に復帰し、第1次府県統合で八代県（現・熊本県）に移管された。
佐世保は日本海軍の大規模な軍港となり、長崎では戦艦武蔵が建造されるなど造船が発達した。第二次世界大戦末期、1945年（昭和20年）6月29日（未明）に佐世保大空襲があり、1945年（昭和20年）8月9日午前11時2分 （JST） 米国陸軍爆撃機B-29ボックスカーによって長崎市に原子爆弾が投下され、広島市とともに原爆被災地となった。

### 第二次世界大戦後
1948年（昭和23年）9月10日、県内に集中豪雨。佐世保市で402mmを記録した。同じく豪雨に襲われた佐賀県と合わせて死者166人、行方不明者67人。数日後にはアイオン台風が県内を襲い、さらに死者数が増加した。
1949年（昭和24年）6月24日から6月28日、昭和天皇の戦後巡幸が県内各地で行われる。また、1969年（昭和44年）10月25日、第24回国民体育大会開催時にも天皇・皇后が長崎県庁、競技会場などに行幸があった。
1956年（昭和31年）、8月には台風9号、同年9月には台風12号の接近に伴い災害が発生。昭和天皇、香淳皇后から長崎県に対し御救恤金（御見舞金）が贈られた。
長崎県成立までの沿革
- 1868年
  - （慶応4年）
    - 旧1月14日 – 明治政府、天領を没収する旨の布告を発す。
    - 旧1月16日 – 西役所を「長崎会議所」に改める。
    - 旧2月1日 – 長崎裁判所（民政機関）が設置される。
    - 旧1月16日 – 長崎会議所が廃止され、「長崎裁判所」が正式に発足。裁判所内に九州鎮撫長崎総督府が設置される。
    - 旧4月25日 - 長崎裁判所の管轄する場所のうち、肥前国天草郡が富岡県として、豊後国日田郡が日田県として分立。
    - 旧5月4日 – 長崎裁判所を「 長崎府 」に改め、長崎総督府を廃止。
    - 旧8月29日 - 富岡県を長崎府に統合。

  - （明治元年）
    - 旧10月17日 - 福岡藩預かり地の肥前国彼杵郡浦上村が長崎府に移管される。
- 1869年（明治2年）旧6月20日 - 長崎府を「長崎県」に改める。
- 1871年（明治4年）
  - 旧7月14日 - 廃藩置県により、島原・平戸・大村・福江・対馬府中（厳原）の諸藩を廃止し、それぞれ県が置かれる。
    - 島原県・平戸県・大村県・福江県・厳原県。なお壱岐は平戸県に属していた。

  - 旧9月3日 – 厳原県と佐賀県（第一次）が合併し、伊万里県となる。
  - 旧11月14日 – 長崎・島原・平戸・大村・福江の5県を廃止し、新たに長崎県を設置。天草を八代県に移管。
- 1872年（明治5年）
  - 旧1月22日 - 伊万里県のうち、旧佐賀藩の諫早・神代・伊古・西郷・深堀の各地方を編入。
  - 旧8月19日 - 伊万里県のうち対馬（旧厳原県）を編入。
- 1876年（明治9年）
  - 5月24日 - 三潴県の杵島郡・松浦郡の区域が長崎県に編入。
  - 6月21日 - 三潴県の藤津郡の区域が長崎県に編入。
  - 8月21日 - 三潴県が廃止され、佐賀郡・小城郡・神埼郡・基肄郡・養父郡・三根郡が長崎県に合併。
- 1883年（明治16年） 5月9日 - 10郡（佐賀郡・小城郡・神埼郡・基肄郡・養父郡・三根郡・杵島郡・藤津郡・東松浦郡・西松浦郡）が現在の佐賀県（第3次）として分離独立。

## 人口
1960年の約176万人をピークに人口減少が続いており、特に1990年代以降に減少ペースを上げている。特に長崎県は離島を多く抱えているが、そのいずれも同じ長崎県内の他都市よりも福岡市との関係が深く、そちらへの流出が多いことが県全体の減少率を上げている要因となっている。
全国的に各都道府県内の最大都市への人口集積が進む傾向の中、長崎県は数少ない例外的な存在であり、県庁所在地の長崎市（2010年代以降年間1%近いペースで人口が減少しており、全国の県庁所在都市の中でも青森県青森市と共に特に人口減少が著しい）よりも大村市や諫早市の方が人口成長率が高い。

長崎県市町村人口増減率分布図（2005年度と2010年度国勢調査から算出）
増加
2.5 - 4.99 %
0.0 - 2.49 %
減少
0.0 - 2.5 %
2.5 - 5.0 %
5.0 - 7.5 %
7.5 - 10.0 %
10.0 % 以上

| 増加 2.5 - 4.99 % 0.0 - 2.49 % | 減少 0.0 - 2.5 % 2.5 - 5.0 % 5.0 - 7.5 % 7.5 - 10.0 % 10.0 % 以上 |

| |                                        |  |
| 長崎県と全国の年齢別人口分布（2005年） | 長崎県の年齢・男女別人口分布（2005年） |  |
| ■紫色 ― 長崎県 ■緑色 ― 日本全国 | ■青色 ― 男性 ■赤色 ― 女性              |  |
| 長崎県（に相当する地域）の人口の推移 \| 1970年（昭和45年） \| 1,570,245人 \| \| \| 1975年（昭和50年） \| 1,571,912人 \| \| \| 1980年（昭和55年） \| 1,590,564人 \| \| \| 1985年（昭和60年） \| 1,593,968人 \| \| \| 1990年（平成2年） \| 1,562,959人 \| \| \| 1995年（平成7年） \| 1,544,934人 \| \| \| 2000年（平成12年） \| 1,516,523人 \| \| \| 2005年（平成17年） \| 1,478,632人 \| \| \| 2010年（平成22年） \| 1,426,779人 \| \| \| 2015年（平成27年） \| 1,377,187人 \| \| \| 2020年（令和2年） \| 1,312,317人 \| \| |                                        |  |
| 総務省統計局 国勢調査より |                                        |  |
| 1970年（昭和45年） | 1,570,245人                            |  |
| 1975年（昭和50年） | 1,571,912人                            |  |
| 1980年（昭和55年） | 1,590,564人                            |  |
| 1985年（昭和60年） | 1,593,968人                            |  |
| 1990年（平成2年） | 1,562,959人                            |  |
| 1995年（平成7年） | 1,544,934人                            |  |
| 2000年（平成12年） | 1,516,523人                            |  |
| 2005年（平成17年） | 1,478,632人                            |  |
| 2010年（平成22年） | 1,426,779人                            |  |
| 2015年（平成27年） | 1,377,187人                            |  |
| 2020年（令和2年） | 1,312,317人                            |  |

### 長崎県人口動態
2024年9月1日現在、長崎県の人口は約125万人となっており、最盛期からは50万人以上減少している。人口減少は年々大きくなっている。
| 実施年 | 人口（人） | 増減人口（人） | 人口増減率(%) | 国内増減率(%) | 増加率全国順位 |
| ------ | ---------- | -------------- | ------------- | ------------- | -------------- |
| 1960年 | 1,760,421  | -              | -             | -             | -              |
| 1965年 | 1,641,245  | 119,176        | 6.77          | 5.20          | 45位           |
| 1970年 | 1,570,245  | 71,000         | 4.33          | 5.54          | 45位           |
| 1975年 | 1,571,912  | 1,667          | 0.11          | 7.92          | 42位           |
| 1980年 | 1,590,564  | 18,652         | 1.19          | 4.57          | 46位           |
| 1985年 | 1,593,968  | 3,404          | 0.21          | 3.40          | 44位           |
| 1990年 | 1,562,959  | 31,009         | 1.95          | 2.12          | 45位           |
| 1995年 | 1,544,934  | 18,025         | 1.15          | 1.58          | 46位           |
| 2000年 | 1,516,523  | 28,411         | 1.84          | 1.08          | 46位           |
| 2005年 | 1,478,632  | 37,891         | 2.50          | 0.66          | 43位           |
| 2010年 | 1,426,779  | 51,853         | 3.51          | 0.23          | 42位           |
| 2015年 | 1,377,187  | 49,592         | 3.48          | 0.75          | 39位           |
| 2020年 | 1,312,317  | 64,870         | 4.71          | 0.75          | 41位           |

## 政治

### 歴代県知事（公選）
| 代           | 氏名       | 就任期間                                                       |
| ------------ | ---------- | -------------------------------------------------------------- |
| 初代         | 杉山宗次郎 | 1947年（昭和22年）4月16日 - 1951年（昭和26年）4月4日まで1期4年 |
| 2 - 3代      | 西岡竹次郎 | 1951年（昭和26年）5月6日 - 1958年（昭和33年）1月14日まで2期7年 |
| 4 - 6代      | 佐藤勝也   | 1958年（昭和33年）3月2日 - 1970年（昭和45年）3月1日まで3期12年 |
| 7 - 9代      | 久保勘一   | 1970年（昭和45年）3月2日 - 1982年（昭和57年）3月1日まで3期12年 |
| 10 - 13代    | 高田勇     | 1982年（昭和57年）3月2日 - 1998年（平成10年）3月1日まで4期16年 |
| 14 - 16代    | 金子原二郎 | 1998年（平成10年）3月2日 - 2010年（平成22年）3月1日まで3期12年 |
| 17 - 19代    | 中村法道   | 2010年（平成22年）3月2日 - 2022年（令和4年）3月1日まで3期12年  |
| 20代（現職） | 大石賢吾   | 2022年（令和4年）3月2日 -                                      |

### 離島行政
五島、壱岐、対馬には県の出先機関として支庁を設置していたが、2003年（平成15年）に地方局に再編された後、2009年（平成21年）からは本土と同様の振興局となっている。
- 五島振興局
- 壱岐振興局
- 対馬振興局

## 経済・産業

### 産業
平成20年度（2008年 - 2009年）の県内総生産は4兆3109億円である。これは世界の過半数の国の国内総生産 (GDP) よりも規模が大きい。県民所得は3兆1070億円であり、一人当たり県民所得は215.7万円である。
県庁所在地長崎市は歴史を誇る港湾都市で、観光客が多い。戦艦武蔵を建造した造船の町でもある。
県第2の市である佐世保市は昔からの軍港があり、現在も海上自衛隊や米第7艦隊の基地があるほか、陸上自衛隊も駐屯している。また、南部にはヨーロッパの町並みを模した観光施設ハウステンボスがあり、韓国や台湾からの観光客も多い。
その他の地域もかつては炭鉱、底曳き網などの漁業基地、宝石サンゴ漁などにより繁栄したが、1970年代ごろからそれらの産業が徐々に振るわなくなり、過疎化が進んだ。2000年代となっても過疎化は進行中で、産業の振興が重要課題となっている。
ハウステンボス内の施設管理などを事業とするCross Eホールディングスが2024年7月に福岡証券取引所Qボードに上場し、長崎県唯一の上場企業となっている。なお、リンガーハット（東証プライム上場）は登記上の本店は長崎市であるが、本社機能は東京都にある。
なお、壱岐・対馬地区は経済圏としては長崎や佐世保ではなく福岡に属する。

### 県内に拠点事業所を置く企業
| - 十八親和銀行（長崎市） - 長崎銀行（長崎市） - ジャパネットたかた（佐世保市） - SUMCO TECHXIV（大村市） - アイティーアイ（長崎市） - ひぐちグループ（長崎市） - 長崎五島 ごと（五島市） - AIGコミュニケーションワン（長崎市）:AIGグループのコールセンター - たらみ（長崎市） - ゆびとま（長崎市） | 工場 - 三菱重工業（長崎造船所など） - 三菱電機（長崎市など） - 佐世保重工業（佐世保市） - ソニーセミコンダクタ九州（諫早市） - アリアケジャパン（佐世保市） - マリーナ電子（南島原市） - 宝酒造（島原市） - 九州フジパン（諫早市） |

### 産学官連携への取り組み
2010年11月30日、産学官関係団体の連携を強化し、産学官の研究開発などを推進することにより、持続的・発展的にイノベーションを創出するシステムを構築し、科学技術による産業振興および県民生活の向上に寄与することを目的として、長崎“新生”産学官連携コンソーシアム（通称NRC：Nagasaki Renaissance Consortium）が設立された。会長は長崎県知事、副会長は長崎大学長。

## 生活・交通

### 治安・防衛
| 陸上自衛隊西部方面隊 - 相浦駐屯地（佐世保市） - 対馬駐屯地（対馬市） - 大村駐屯地（大村市） - 竹松駐屯地（大村市） 海上自衛隊佐世保地方隊 - 佐世保基地（佐世保市） - 大村航空基地（大村市） - 対馬警備所（対馬市） - 上対馬警備所（対馬市） - 下対馬警備所（対馬市） - 壱岐警備所（壱岐市） 航空自衛隊西部航空方面隊 - 海栗島分屯基地（対馬市） - 福江島分屯基地（五島市） | 第七管区海上保安本部 - 長崎海上保安部（長崎市） - 五島海上保安署（五島市） - 佐世保海上保安部（佐世保市） - 平戸海上保安署（平戸市） - 対馬海上保安部（対馬市） - 比田勝海上保安署（対馬市） - （唐津海上保安部）（佐賀県唐津市） - 壱岐海上保安署（壱岐市） - 長崎県警察 - 警察署数 - 23 - 交番数 - 73 - 警察官駐在所数 - 127 （2011年（平成23年）4月現在） |

### 交通

#### 航空
国内外の路線に就航する大手航空会社や格安航空会社の他に、県が設立した第三セクターの航空会社をルーツとするオリエンタルエアブリッジが離島と本土を結んでいる。

##### 空港
2012年度旅客数
| 空港   | 旅客合計    | 国内線      | 国内線 | 国内線                          | 国際線   | 国際線       |
| 空港   | 旅客合計    | 旅客数      | 定期便 | 定期便                          | 旅客数   | 定期便       |
| 長崎   | 2,726,929人 | 2,695,339人 | 県外   | 東京・中部・大阪・ 鹿児島・那覇 | 31,590人 | ソウル・上海 |
| 長崎   | 2,726,929人 | 2,695,339人 | 県内   | 対馬・福江・壱岐                | 31,590人 | ソウル・上海 |
| 対馬   | 253,367人   | 251,183人   | 県外   | 福岡                            | 2,184人  | -            |
| 対馬   | 253,367人   | 251,183人   | 県内   | 長崎                            | 2,184人  | -            |
| 福江   | 127,594人   | 127,594人   | 県外   | （関西）・福岡                  | 0人      | -            |
| 福江   | 127,594人   | 127,594人   | 県内   | 長崎                            | 0人      | -            |
| 壱岐   | 31,767人    | 31,767人    | 県内   | 長崎                            | 0人      | -            |
| 上五島 | 4,702人     | 4,702人     | 県内   | -                               | 0人      | -            |
| 小値賀 | 0人         | 0人         | 県内   | -                               | 0人      | -            |

- チャーター便の旅客数含む
- 定期便就航地は2007年現在（上五島・小値賀両空港への定期便は2006年（平成18年）3月31日限りで全廃）
- 括弧書きは季節運航を示す
- 三大都市圏への便は太字

#### 鉄道・軌道
長崎県内で旅客輸送を行っている鉄道・軌道は以下の通り。
- 九州旅客鉄道（JR九州）
  - 西九州新幹線
  - 長崎本線
    - 2022年9月より、県内区間は全て非電化となった。

  - 佐世保線
    - 長崎本線の県内区間の電化が廃止されたため、県内の在来線で唯一の全線電化路線となった。

  - 大村線
- 長崎電気軌道
- 島原鉄道
- 松浦鉄道 (MR)

#### 乗合バス事業者
- 長崎自動車（長崎バス）
- 長崎県交通局（長崎県営バス）
- 長崎県央バス
- 九州急行バス
- 島原鉄道（島鉄バス）
- 富川運送（長崎市コミュニティバス高島線）
- さいかい交通
- させぼバス
- 西肥自動車（西肥バス）
- 生月自動車（生月バス）
- さつき観光
- 五島自動車（五島バス）
- 松浦観光バス（松浦市乗合バス）
- 丸濱産業（奈留島バス）
- 小値賀交通
- 宇久観光バス
- 壱岐交通
- 対馬交通
- 対馬市営バス
- 昭和自動車（昭和バス）
- ユタカ交通

#### 道路
高速・有料道路

| 長崎県内の高速道路にサービスエリアおよびジャンクションは存在しない（長崎自動車道川登サービスエリアは佐賀県武雄市に存在する）。 - 長崎自動車道 - 西九州自動車道 - 長崎バイパス - ながさき出島道路 - 川平有料道路 - 西海パールライン有料道路 - ながさき女神大橋道路 無料開放された道路 - 西海橋（1970年（昭和45年）3月1日 - 無料開放） - 国見有料道路（2007年（平成19年）12月1日 - 無料開放） - 仁田峠循環自動車道路 （2009年（平成21年）4月1日 - 無料開放） - 平戸大橋有料道路 （2010年（平成22年）4月1日 - 無料開放） - 生月大橋有料道路 （同上） - 大島大橋有料道路 （2011年（平成23年）4月1日 - 無料開放） - 矢上大橋有料道路 （2012年（平成24年）4月1日 - 無料開放） - 松浦バイパス有料道路（2006年（平成18年）4月1日 - 無料開放） |

一般国道

| 道路法改正当時本土復帰前だった沖縄県を除き県内最小国道の番号が最も大きい数字を持つ県でもある。 - 国道34号 - 国道35号 - 国道57号 | - 国道202号 - 国道204号 - 国道205号 | - 国道206号 - 国道207号 - 国道251号 | - 国道324号 - 国道382号 - 国道383号 | - 国道384号 - 国道389号 - 国道444号 | - 国道498号 - 国道499号 |

2011年（平成23年）現在、警察庁とJAFが毎年10月に合同で行っている「シートベルト着用率調査」による一般道でのシートベルト着用率は長崎県が近年連続して国内1位である。

#### 船舶航路
長崎市
- 長崎 - 神の島（長崎市） - 伊王島（長崎市） - 高島（長崎市）（長崎汽船）
- 茂木（長崎市） - 富岡（熊本県苓北町）（安田産業汽船）
- 五島列島への航路は下記の五島列島を参考

西彼杵郡
- 長崎空港（大村市） - 時津（時津町）（安田産業汽船）
- 長崎空港 - 長与港（長与町）（大村湾観光汽船）

佐世保市
- 長崎空港 - ハウステンボス（佐世保市）（安田産業汽船）
- 相浦（佐世保市） - 高島（佐世保市） - 黒島（佐世保市）（黒島旅客船）
- 宇久島・小値賀島への航路は下記の五島列島を参考
- 西海市への航路は下記の西海市を参考
- 平戸市への航路は下記の平戸市を参考

西海市
- 佐世保 - 寄船（西海市） - 横瀬西（西海市） - 横瀬東（西海市） - 小郡（西海市） - 畑下（西海市） - 川内（西海市）（瀬川汽船）
- 佐世保 - 崎戸（西海市） - 江島（西海市） - 平島（西海市） - 友住（新上五島町）（崎戸商船）

平戸市
- 平戸（平戸市） - 神浦（平戸市） - 的山（平戸市）（平戸市営フェリー、美咲海送）
- 平戸 - 度島（平戸市）（竹山運輸）
- 佐世保 - 相浦（佐世保市） - 前津吉（平戸市）（津吉商船）

松浦市
- 今福（松浦市） - 飛島（松浦市） - 殿ノ浦（松浦市）（鷹島汽船）
- 御厨（松浦市） - 青島（松浦市） - 船唐津（松浦市） - 黒島（松浦市） - 阿翁（松浦市）（鷹島汽船）
- 福島（松浦市） - 浦ノ崎（佐賀県伊万里市）（金子廻漕店）

島原半島
- 多比良（雲仙市） - 長洲（熊本県長洲町）（有明フェリー）
- 島原外港（島原市） - 大牟田（福岡県大牟田市）（島鉄高速船）
- 島原外港 - 熊本新港（熊本県熊本市）（熊本フェリー、九商フェリー）
- 口之津（南島原市） - 鬼池（熊本県天草市）（島鉄フェリー）

五島列島
- 長崎（長崎市） - 奈良尾（新上五島町） - 奈留（五島市） - 福江（五島市）（九州商船）
- 長崎 - 福江（五島市）（五島汽船）
- 長崎 - 鯛の浦（新上五島町）（五島産業汽船）
- 佐世保（佐世保市） - 有川（新上五島町）（九州商船、五島産業汽船、美咲海送）
- 佐世保 - 宇久（佐世保市） - 小値賀（小値賀町）（九州商船）
- 福江 - 青方（新上五島町） - 小値賀 - 宇久 - 博多（福岡県福岡市）（野母商船）
- 福江 - 奈留 - 土井ノ浦（新上五島町） - 郷ノ首（新上五島町）（五島旅客船）
- 福江・奥浦（五島市） - 田ノ浦（五島市）（木口汽船）

壱岐市・対馬市
- 比田勝（対馬市） - 厳原（対馬市） - 芦辺（壱岐市）/郷ノ浦（壱岐市） - 博多埠頭（福岡県福岡市）（九州郵船）
- 厳原 - 芦辺/郷ノ浦 - 博多埠頭（九州郵船）
- 厳原 - 芦辺 - 天神北（福岡県福岡市）（壱岐・対馬フェリー）
- 印通寺（壱岐市） - 唐津東（佐賀県唐津市）（九州郵船）
- 印通寺 - 呼子（佐賀県唐津市）（壱岐・対馬フェリー）
- 郷ノ浦 - 渡良浦（壱岐市） - 原島（壱岐市） - 長島（壱岐市） - 大島（壱岐市）（壱岐市観光商工企業課）
- 比田勝 - 博多埠頭（九州郵船・ジェットフォイルはJR九州高速船が運航）
- 厳原/比田勝 - プサン（韓国釜山）（大亜高速海運・JR九州高速船・未来高速・韓日国際海運・対伸）

##### 廃止された航路
- 島原外港 - 三角（熊本県宇城市）（三角島原フェリー）（2006年（平成18年）8月29日で廃止）
- 鷹島（松浦市） - 星賀（佐賀県唐津市）（松尾フェリー）（2009年（平成21年）4月18日で廃止）

### 医療・福祉
災害拠点病院
- 長崎県災害拠点病院

保育所
- 長崎県保育所一覧

### 教育
大学
国立（1大学）
- 長崎大学（長崎市）

公立（1大学）
- 長崎県立大学（佐世保市/長与町）

私立（6大学）
- 活水女子大学（長崎市/大村市）
- 鎮西学院大学（2021年4月に長崎ウエスレヤン大学より改称）（諫早市）
- 長崎外国語大学（長崎市）
- 長崎国際大学（佐世保市）
- 長崎純心大学（長崎市）
- 長崎総合科学大学（長崎市）

通信制大学
私立（1大学）
- 放送大学 長崎学習センター（長崎市）

短期大学
私立（2大学）
- 長崎女子短期大学（長崎市）
- 長崎短期大学（佐世保市）

高等専門学校
国立
- 佐世保工業高等専門学校（佐世保市）

農業大学校
県立
- 長崎県立農業大学校（諫早市）

海上技術学校
国立
- 国立口之津海上技術学校（南島原市）

専修学校
- 長崎県専修学校一覧

特別支援学校
- 長崎県特別支援学校一覧

高等学校
- 長崎県高等学校一覧

中学校
- 長崎県中学校一覧

小学校
- 長崎県小学校一覧

幼稚園
- 長崎県幼稚園一覧

## マスメディア

### 新聞社
- 長崎新聞
- 西日本新聞、読売新聞、朝日新聞、毎日新聞、日本経済新聞、産経新聞、みなと新聞、水産経済新聞
- 長崎政治経済新聞
- 島原新聞
- 壱岐新報（旧・壱岐日報）
- 壱岐日々新聞
- 新壱岐新聞
- 対馬新聞
- 壱岐正論（2007年（平成19年）4月時点で休刊中）
※産経新聞は2009年（平成21年）9月30日付までは、産経新聞大阪本社発行で午後6時（18時）締切の6版（早版）を西日本新聞販売店より委託販売されていたが、産経新聞西部本部（旧・九州・山口本部）発行の九州・山口特別版が、創刊した同年10月1日以降は毎日新聞販売店より委託販売されている。駅売店やコンビニエンスストアなどでも、同日から販売されている。
一部離島地域では現在も長崎市（長崎新聞）、福岡市か北九州市（西日本新聞と全国紙）の発行所から空輸や船便での輸送が必要となっており、朝刊の配送は昼前後になる地域が有る（壱岐、対馬、五島などの大規模離島は早朝に購読できる地域が多い）。

#### フリーペーパー
- フリーGOTO

### 放送局
長崎県を放送対象地域とするデジタルテレビ・FMラジオの親局・およびNBCラジオのFM補完放送のメイン中継局は、いずれも稲佐山に置かれている。

#### テレビ
開局順に表記。（チャンネルは地上デジタル放送のもの）
| 放送局名                            | 開局日                   | チャンネル                    |
| ----------------------------------- | ------------------------ | ----------------------------- |
| NHK長崎放送局                       | 1933年（昭和8年）9月20日 | 総合1ch／教育2ch（現在Eテレ） |
| 長崎放送（NBC、JNN系列）            | 1959年（昭和34年）1月1日 | 3ch                           |
| テレビ長崎（KTN、FNS・FNN系列）     | 1969年（昭和44年）4月1日 | 8ch                           |
| 長崎文化放送（NCC、ANN系列）        | 1990年（平成2年）4月1日  | 5ch                           |
| 長崎国際テレビ（NIB、NNS・NNN系列） | 1991年（平成3年）4月1日  | 4ch                           |

地上デジタル放送の整備
- 2006年（平成18年）12月 - 稲佐山（長崎市）の親局から本放送を開始
- 2007年（平成19年）- 烏帽子岳（佐世保市）・五家原岳（諫早市）から送信を開始し、3送信所体制となる
- 2011年（平成23年）
  - 1月24日 - 対馬のうち厳原中継局を除く5中継局が、半年早く終了[17]
  - 7月24日 - 長崎県すべての地域で終了
- その後中継局は71か所（NHKの設置数、民放各局は若干少ない）設置されている。

#### ケーブルテレビ
- 長崎県のケーブルテレビ局（参照）

#### ラジオ
長崎県全域
- NHK長崎放送局（AM・FM）
- 長崎放送（NBC、JRN・NRN系列、佐賀県も放送対象）
- エフエム長崎（fm-nagasaki、JFN系列）

コミュニティ放送
- 長崎市民エフエム放送（長崎市）
- FMさせぼ（はっぴぃ！FM）（佐世保市）
- エフエム諫早（レインボーエフエム）（諫早市）
- FMしまばら（島原市に本社・親局、南島原市にも中継局設置）
- ひまわりてれび（FMひまわり）（南島原市に親局、本社のある雲仙市にも中継局設置）
- 島ラジオ壱岐（壱岐FM）（壱岐市）
- FMおおむら（大村市）

外国関係
- AFN（在日アメリカ軍放送）- 佐世保基地 (アメリカ海軍)

## 文化・スポーツ

### 方言
- 長崎弁
- 佐世保弁
- 壱岐弁
- 対馬弁
- 五島弁

### 食文化
郷土料理
| 料理・加工食品 - カステラ - 桃カステラ - 半熟カステラ - チョコレート菓子 - トルコライス - ミルクセーキ - 卓袱料理（和洋折衷の会席料理） - 茶碗蒸し - 鯉菓子 - 長崎おでん - 島原手延そうめん - 五島うどん - 牛蒡餅（平戸） - 川内かまぼこ（平戸） - 長崎ラーメン - ちゃんぽん - 皿うどん - 佐世保バーガー - 佐世保レモンステーキ - からすみ - 角煮饅頭 - 長崎一口餃子 - 豚まん（酢醤油と共に） - 唐板焼き（とうばんやき） - かんころ餅（五島列島） - オランダ巻（長崎・揚げ物） - かすまき（対馬、壱岐） - 栗饅頭（長崎市） - 壱岐焼酎 - 五島焼酎 - 六兵衛（島原半島、対馬） - 大村寿司（大村市） - サバ寿司（五島市） - ハトシ - じゃがちゃん（千々石） | 水産品 長崎県のプライドフィッシュは、春は真あじ（ごんあじ・野母んあじ）、夏は長崎のイサキ、冬は長崎とらふぐ（養殖トラフグ）である。 - 真珠（対馬、佐世保市、大村湾） - いりこ（県全域） - はこふぐ（五島） - 養殖とらふぐ（県全域） - 養殖牡蠣（大村湾） - 養殖マグロ（五島） - マグロ（壱岐） - アジ - ごんアジ - アラカブ - きびなご - トビウオ（長崎弁で『あご』） - タイ類 - サザエ貝類 農産品 - 醤油 - 茂木びわ - 五島ルビーとまと - ジャガイモ - サツマイモ - 長崎和牛（平戸牛・雲仙牛・壱岐牛・五島牛） - 五島豚 - どんこ（椎茸）（対馬） - 蕎麦（対馬） - 五島たばこ |

### 伝統工芸
経済産業大臣指定伝統的工芸品
- 三川内焼（陶磁器、1978年）
- 波佐見焼（陶磁器、1978年）

伝統工芸品

### スポーツ
- V・ファーレン長崎（Jリーグ）
- 長崎ヴェルカ（Bリーグ）
- おたくさクラブ（ラグビー）

### スポーツ施設
長崎県内にスキー場は存在しない（過去にも存在したことがない）。
- 長崎県立総合運動公園（トランスコスモススタジアム長崎）

#### 2020年夏季オリンピック誘致関係
- 広島・長崎オリンピック構想
- ヒロシマ・オリンピック構想

当初は広島市・長崎市共催での五輪開催を提案するも国際オリンピック委員会が共催不可とする判断から長崎市が招致断念。その後広島市単独で招致を目指したが、ヒロシマ五輪反対派が広島市長に当選したことや東日本大震災後の世相から広島市も招致を断念した。

## 観光

### 世界遺産
明治日本の産業革命遺産
- 小菅修船場跡
- 三菱長崎造船所第三船渠・ジャイアント・カンチレバークレーン・旧木型場・占勝閣
- 高島炭坑
- 端島炭坑
- 旧グラバー住宅

### 有形文化財建造物
国宝
- 崇福寺 - 大雄宝殿、第一峰門
- 大浦天主堂

重要伝統的建造物群保存地区
- 東山手 （長崎市）
- 南山手 （長崎市）
- 神代小路 （雲仙市）

その他主な観光地
- 浦上天主堂
- 平和公園
- 長崎バイオパーク
- 大村公園
- 諫早の眼鏡橋
- 雲仙普賢岳、雲仙温泉、小浜温泉
- 島原城
- ハウステンボス
- 九十九島パールシーリゾート
- 平戸城
- 大瀬埼灯台
- 原の辻遺跡
- 対馬野生生物保護センター
- 長崎スタジアムシティ

## 人物

### 長崎県名誉県民
長崎県名誉県民の称号は、1980年（昭和55年）10月13日に制定された長崎県名誉県民条例（長崎県条例第28号）に基づき、「社会・文化の興隆に著しい功績がある者」へ贈られる（条例第1条）。対象者は「公共の福祉の増進又は学術、技芸の進展に寄与し、もって県民の生活および文化に貢献し、その功績が卓絶して」おり、「県民が郷土の誇りとして、ひとしく尊敬」し、「本県（長崎県）に居住している者又は居住していた者」であり（条例第2条）、長崎県知事が長崎県議会の同意を得て選定することが定められる（条例第3条）。名誉県民に選定された者には、顕彰状や記念品の金盃も併せて贈られるほか（条例第4条）、知事が定める礼遇や特典を受けられる（条例第5条）。
| 贈呈番号 | 受賞者氏名       | 職業     | 選定年月日 | 備考                               | 出典   |
| -------- | ---------------- | -------- | ---------- | ---------------------------------- | ------ |
| 1        | 北村西望         | 彫刻家   | 1980年12月 | 文化勲章受章者                     | [ 22 ] |
| 2        | 富永直樹         | 彫刻家   | 1990年3月  | 文化勲章受章者                     | [ 22 ] |
| 3        | 下村脩           | 生物学者 | 2009年3月  | ノーベル化学賞受賞者               | [ 22 ] |
| 4        | 松尾敏男         | 日本画家 | 2013年10月 | 文化勲章受章者                     | [ 22 ] |
| 5        | カズオ・イシグロ | 小説家   | 2018年7月  | ノーベル文学賞受賞者・長崎市生まれ | [ 22 ] |